# Puente de Capurnos
El puente de Capurnos es un puente sobre el río Jalón a su paso por la provincia de Zaragoza. Está situado en un camino sin asfaltar que une las localidades de Morata de Jalón y Chodes, y que se denomina camino de Capurnos. Actualmente se encuentra restaurado, y el 26 de marzo de 2007 fue declarado bien catalogado del patrimonio cultural aragonés.
El conde de Morata en aquella época, Francisco Sanz de Cortés, mandó al maestro de obras Juan de la Marca la construcción del puente en cuestión. La obra duró 6 años, entre 1675 y 1681. Para su construcción se utilizó piedra sillar, y consta de un arco rebajado de unos 20 metros de luz por 8 de alto, con tajamares a ambos lados. La altura del arco principal permite resistir la fuerza del agua en caso de avenida. Esta gran altura en el centro unida a que el puente en sí no es largo hace que éste tenga una gran pendiente a ambos lados.

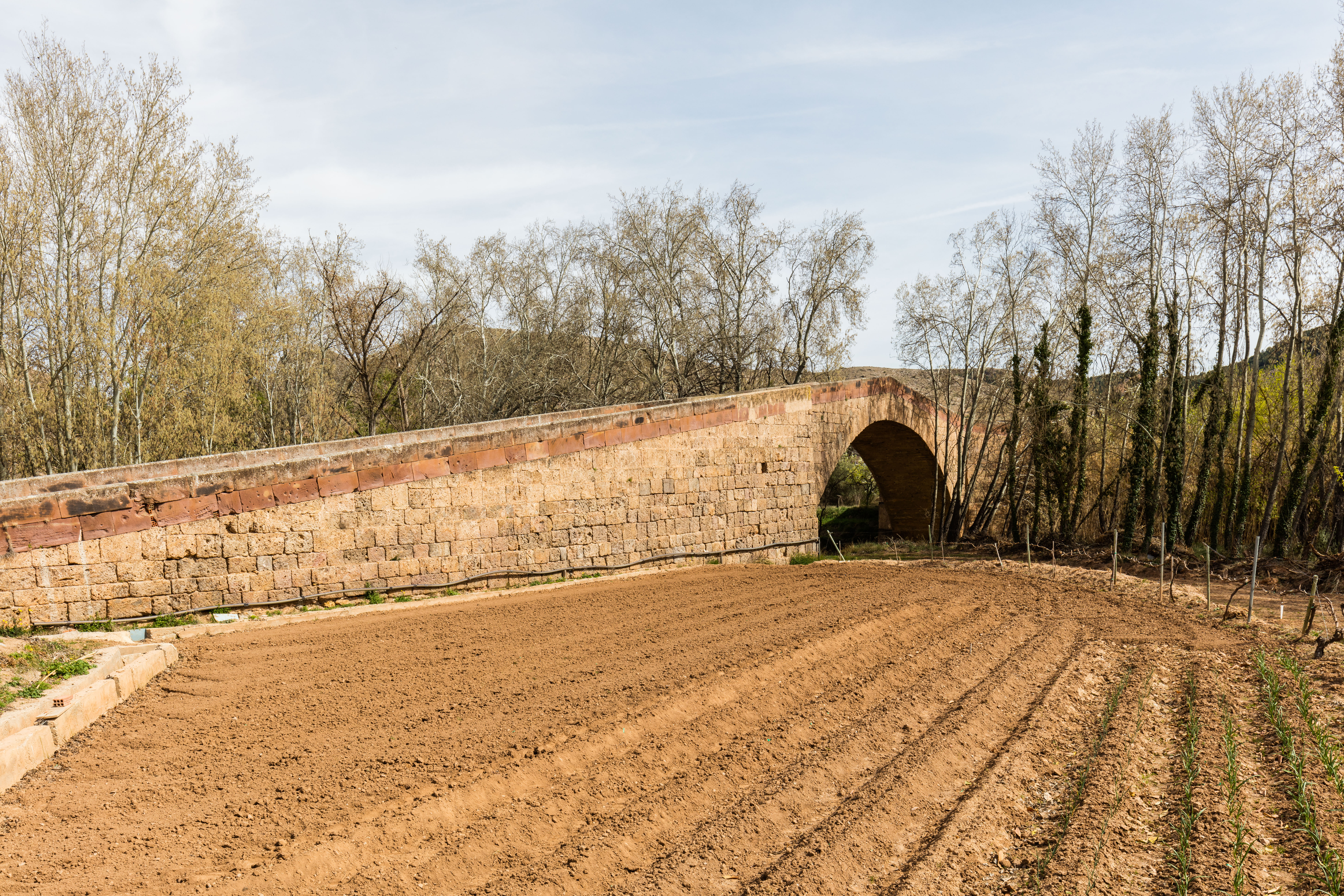
Otra vista del puente.